# 医学训科
医学训科，中国古代官职，县医学学官。明朝洪武十七年（1384年）始设，未入流，设官不给禄，掌教授生徒之事。清朝沿明朝旧制，由地方官员遴选通晓医理者，颁官礼遇。